# Mothers Heaven
Albums de Texas
Southside
(1989) Ricks Road
(1993)
Singles
1. Why Believe in You
Sortie : août 1991
2. In My Heart
Sortie : octobre 1991
3. Alone with You
Sortie : janvier 1992
4. Mothers Heaven
Sortie : juin 1992

Mothers Heaven est le deuxième album studio du groupe de rock écossais Texas, sorti le 23 septembre 1991.

## Liste des titres
Toutes les chansons sont écrites et composées par Sharleen Spiteri et Johnny McElhone, sauf Walk the Dust, Ally McErlaine / McElhone / Spiteri.
| No  | Titre                      | Durée |
| --- | -------------------------- | ----- |
| 1.  | Mothers Heaven             | 5:44  |
| 2.  | Why Believe in You         | 4:09  |
| 3.  | Dream Hotel                | 4:22  |
| 4.  | This Will All Be Mine      | 2:57  |
| 5.  | Beliefs                    | 6:45  |
| 6.  | Alone with You             | 4:43  |
| 7.  | In My Heart                | 4:15  |
| 8.  | Waiting                    | 1:50  |
| 9.  | Wrapped in Clothes of Blue | 4:17  |
| 10. | Return                     | 2:34  |
| 11. | Walk the Dust              | 6:05  |

## Musiciens
- Sharleen Spiteri : guitare, chant
- Ally McErlaine : guitare
- Johnny McElhone : basse
- Eddie Campbell : claviers
- Richard Hynd : batterie

Musiciens additionnels
- Maria McKee, Stuart Kerr, Claudia Fontaine, Berverly Skeete : chœurs

## Classements hebdomadaires
| Classement (1991)             | Meilleure place |
| ----------------------------- | --------------- |
| Allemagne (Media Control AG)  | 39              |
| France (SNEP)                 | 11              |
| Nouvelle-Zélande (RIANZ)      | 40              |
| Pays-Bas (Mega Album Top 100) | 37              |
| Royaume-Uni (UK Albums Chart) | 32              |
| Suède (Sverigetopplistan)     | 35              |
| Suisse (Schweizer Hitparade)  | 17              |

## Certifications
| Pays          | Certification | Unités certifiées |
| ------------- | ------------- | ----------------- |
| France (SNEP) | 2 × Or        | 200 000           |
| Suisse (IFPI) | Or            | 25 000            |